# Thomas Joshua Cooper
Thomas Joshua Cooper (geboren 1946 in San Francisco) ist ein amerikanischer Naturfotograf, Senior Researcher und Professor of Fine Art, der in Glasgow in Schottland lebt.

## Leben und Wirken
Cooper entstammt väterlicherseits der Cherokee-Nation und wuchs in indianischen Reservationen im Westen der Vereinigten Staaten auf. 1969 schloss er sein Studium an der Humboldt State University mit einem Bachelor of Arts in den Bereichen Kunst, Philosophie und Literatur ab. 1972 machte er seinen Master of Arts an der University of New Mexico in Albuquerque. Anfang der 1970er Jahre übersiedelte er ins Vereinigte Königreich nach Glasgow, wo er an der Glasgow School of Art tätig war und 1982 die Abteilung für Fotografie gründete.
Seine Werke wurden weltweit in zahlreichen Museen und Galerien ausgestellt oder befinden sich dauerhaft in öffentlichen und privaten Sammlungen sowie mehreren Museen, darunter das Art Institute of Chicago, das J. Paul Getty Museum in Los Angeles, die National Gallery of Canada in Ottawa, der Arts Council of England oder das Victoria and Albert Museum in London. Für seine Naturfotografien benutzt Cooper eine Agfa Fieldcamera aus dem Jahr 1898, die mit Fotoplatten bestückt werden muss.

## Ausstellungen
Coopers Werke wurden seit 1971 in zahlreichen Einzelausstellungen in Europa und Amerika gezeigt
- 2001: eine Ausstellung über St. Ives im Tate in London[4]
- 2003: Fortunate Islands. Sean Kelly Gallery, New York[5]
- 2004: Texas Gallery, Houston, Texas.
- 2004 und 2013: Galerie Haunch of Venison in London[6]

## Auszeichnungen
- 1970: John D. Phelan Award in Art and Literature[1]
- 1978: National Endowment for the Arts, Fotografie Fellow in Washington, D.C.[7]
- 1994: Major Artists Award des Scottish Arts Council in Edinburgh[7]
- 1999: Major Artist’s Award, der Lannan Foundation, Santa Fe, New Mexico[8]
- 2005: Scottish Arts Council and National Lottery’s Creative Scotland Award[9]
- 2009: Fellow der John Simon Guggenheim Memorial Foundation in Field of Study: Photography[10]
- 2012: Auszeichnung zum Royal Scottish Academician[11]

## Veröffentlichungen (Auswahl)
- Dreaming the Gokstadt: Northern lands and islands. Graeme Murray, Edinburgh 1988, ISBN 0-948274-02-6.
- Shoshone Falls. Radius Books, Santa Fe, NM 2010, ISBN 978-1-934435-25-0 (Fotobuch mit historischen Aufnahmen von Timothy H. O’Sullivan).